# Klatrerod
Planterødder kan være udviklet som klatrerødder. De udskiller et sekret i rod-spidsen, som klistrer roden til murværk eller træstammer. Se f.eks. Vedbend.
 Der er for få eller ingen kildehenvisninger i denne artikel, hvilket er et problem. Du kan hjælpe ved at angive troværdige kilder til de påstande, som fremføres i artiklen.

| Botanik | Spire Denne botanikartikel er en spire som bør udbygges. Du er velkommen til at hjælpe Wikipedia ved at udvide den. |